# Duplo-cego

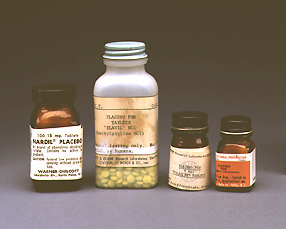
Frascos com pílulas de placebo, pílulas de açúcar

O ensaio clínico em dupla ocultação(pt-BR) ou estudo duplo-cego(pt-PT?) é um método de ensaio clínico realizado em seres humanos em que nem o examinado (objeto de estudo) nem o examinador sabem o que está sendo utilizado como variável em um dado momento. É comumente usado como critério de validação de práticas experimentais quantitativas em ciência.
Também é chamado de duplo-cego o método de avaliação adotado por grande parte dos periódicos científicos. Por essa metodologia, tanto o autor do artigo não sabe o nome dos revisores (também chamado de pareceristas), como estes não sabem quem redigiu o texto sob avaliação. A revisão por pares, seja por meio do método duplo-cego seja pelo método simples-cego, é tida pela grande maioria dos pesquisadores como o mecanismo mais efetivo e eficaz para garantir a qualidade, confiabilidade, integridade e consistência da literatura acadêmica.

## Caso de uso
Como exemplo, queremos testar a eficácia de um medicamento em uma determinada doença: o pesquisador contrata médicos examinadores que irão entregar a pacientes voluntários que apresentam esta doença uma cápsula que pode ou não conter medicamento.
Este medicamento foi feito por manipulação em dois tipos idênticos de cápsulas: uma com o pó do medicamento estudado e outro com farinha de trigo. O médico anota o número do medicamento sem saber se esta cápsula é o medicamento ou se é a farinha. O paciente também não sabe a composição real da cápsula.
Após o período em que se espera que o medicamento faça efeito o mesmo médico examina o paciente e anota quantitativamente a melhora ou não das alterações esperadas na doença. Esta ficha é devolvida ao examinador que tabula os resultados sabendo qual tipo de cápsula foi ingerida pelo paciente. Assim o pesquisador consegue excluir o efeito placebo existente em um medicamento inerte e validar um medicamento que realmente faça efeito.